# 加子母村

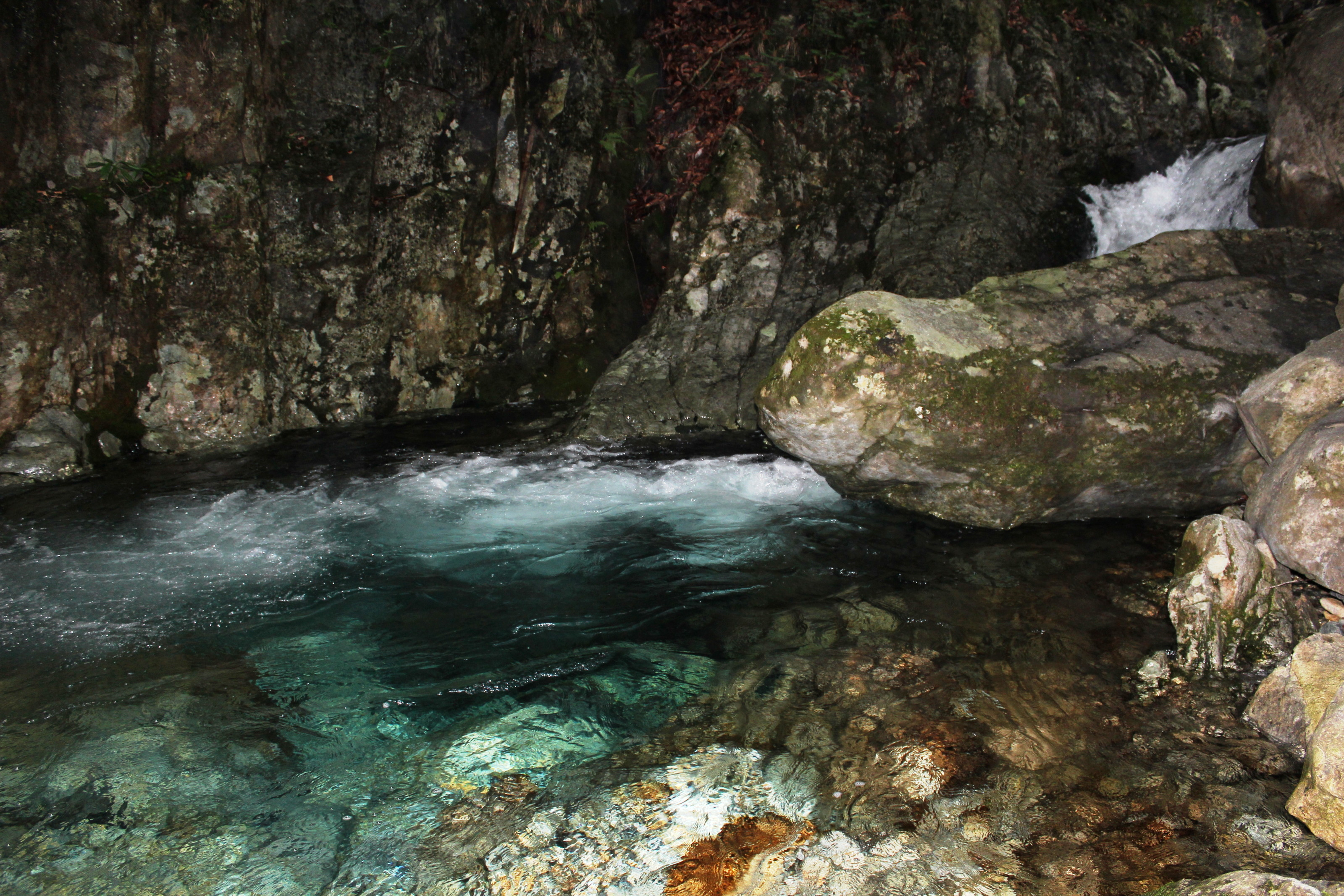
乙女渓谷のニノ谷の碧水湖（めんぱ淵）

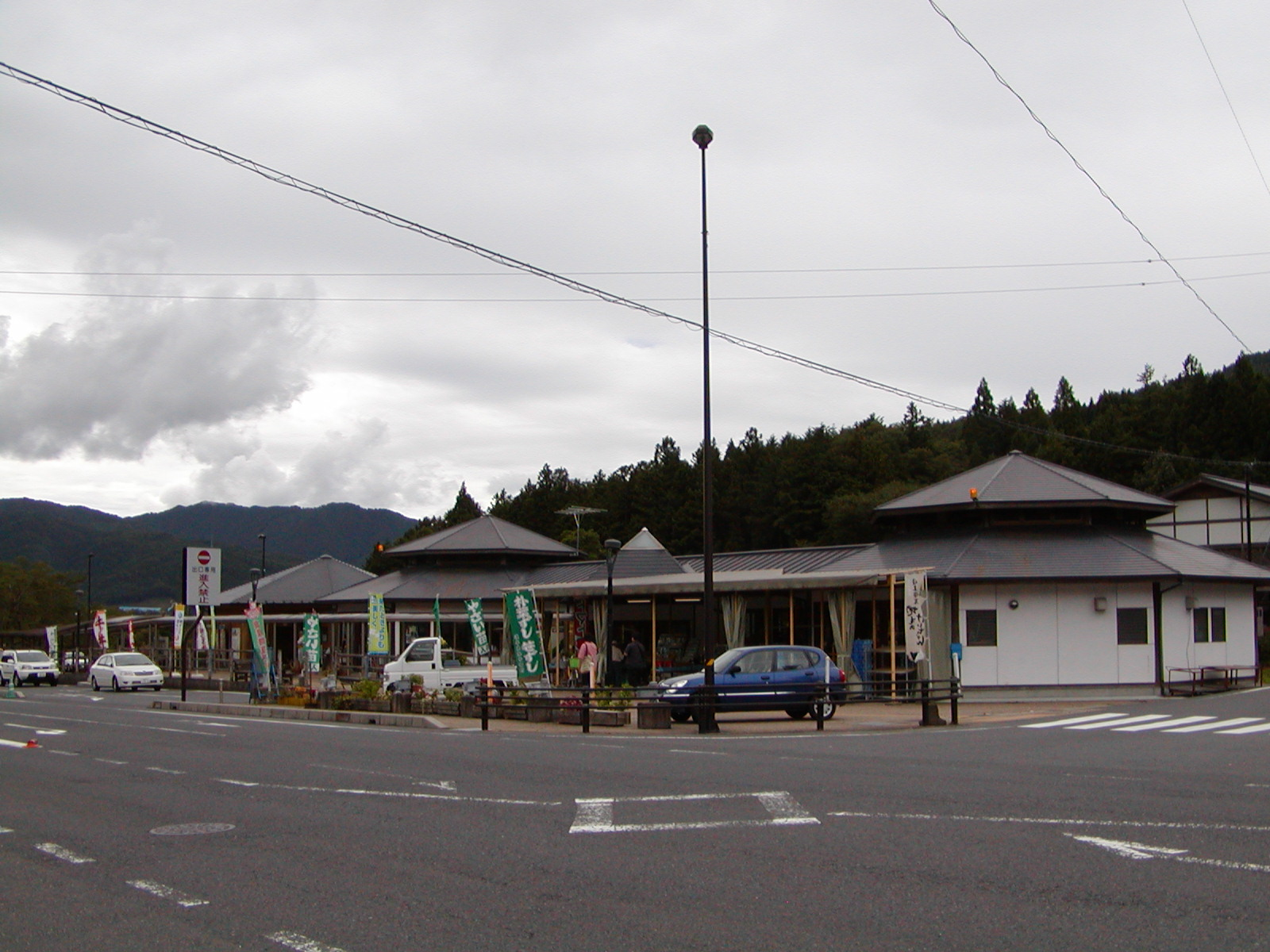
道の駅加子母

加子母村（かしもむら）は、岐阜県恵那郡にあった村。東濃ひのきの主産地として知られる。2005年2月13日に中津川市に編入され「中津川市加子母」となった。

## 大字・小字

### 大字
* 加子母（かしも）

### 小字

#### あ行
- 浅島（あざじま）、泡良（あわら）
- 飯島（いいじま）、井垣戸（いがいと）、池田（いけだ）、池ノ上（いけのうえ）、池ノ森（いけのもり）、石飛（いしとび）、井尻（いじり）、稲場（いなば）、井上（いのうえ）、猪ノ谷（いのたに）、岩泉（いわいずみ）、岩倉（いわくら）、岩田（いわた）、岩野（いわの）、岩屋（いわや）
- 上垣戸（うえのかいど）上平（うえのだいら）、上垣（うわがき）上ハ田ンボ（うわたんぼ）、梅ノ木（うめのき）
- 尾岩（おいわ）、太田（おおた）、大沼（おおぬま）、起シ（おこし）、起垣戸（おこしがいと）、起畑（おこしばた）、起野（おこしの）、小郷東（おごひがし）、小郷西（おごにし）、尾城（おしろ）、落田（おちだ）、尾山（おやま）、小和知東（おわちひがし）、小和知西（おわちにし）、小和知野（おわちの）

#### か行
- 角領東（かくりょうひがし）、角領西（かくりょうにし）、籠薮（かごやぶ）、鍛冶屋田（かじやだ）、金本（かねもと）、鎌井野（かまいの）、上小郷西（かみおごにし）、上下島（かみしたじま）、亀屋（かめや）、川向（かわむかい）、神田（かんだ）、神田向（かんだむかい）、神ノ木（かんのき）
- 木曽越（きそごえ）、北垣戸（きたがいと）、北桑原（きたくわばら）
- 郡上島（ぐじょうじま）、桑名屋（くわなや）、桑原（くわばら）
- 小島（こじま）、小瀬（こせ）、小平（こだいら）、小立（こだて）、五斗蒔（ごとうまき）、小松屋（こまつや）、米野（こめの）

#### さ行
- 坂本（さかもと）、酒屋（さかや）、桜ノ木（さくらのき）、差出（さしで）
- 下島（したじま）、下吉本（したよしもと）、島（しま）、清水（しみず）、下小郷西（しもおごにし）、下モ木戸（しもきど）、下中島（しもなかじま）、下番田（しもばんだ）、下モ屋（しもや）、正外野（しょうがいの)、正元（しょうげん）、白谷（しらたに）
- 杉ヶ平（すぎがひら）、炭焼渡（すみやきど）、砂場（すなば）、角田（すみだ）、須母田（すもだ）
- 外谷（そでだに）

#### た行
- 高ボタ（たかぼた）、高屋（たかや）、田口前（たぐちまえ）、竹ノ越（たけのこし）、田尻（たじり）、谷向（たにむかい）、田ノ上（たのうえ）、田ノ頭（たのかしら）、田ノ尻（たのしり）、多谷（たや）
- 辻（つじ）、辻屋（つじや）
- 渡合（どあい）、堂垣戸（どうがいと）、栃本（とちもと）、渡場（どば）、豊島（とよしま）、鳥洞（とりぼら）

#### な行
- 中下（なかした）、中島（なかじま）、長島（ながしま）、中筋（なかすじ）、中畑（なかばた）、中屋（なかや）、中山（なかやま）、薙野（なぎの）、生湯（なまゆ）
- 西（にし）、西桑原（にしくわばら）、西下モ屋（にししもや）、西ノ上（にしのうえ）、西股入（にしまたいり）、西万賀（にしまんが）
- 祢宣屋（ねぎや）
- 野尻（のじり）、野中（のなか）

#### は行
- 八幡（はちまん）、花ノ木（はなのき）、林垣戸（はやしがいと）、万才池（ばんじやけ）、板ノ木（はんのき）
- 東桑原（ひがしくわばら）、東本谷（ひがしほんたに）、東万賀（ひがしまんが）、平垣戸（ひらがいど）、平田（ひらた）、廣野（ひろの）
- 福崎（ふくさき）、藤井（ふじい）、藤ノ木（ふじのき）、二渡東（ふたわたりひがし）、二渡西（ふたわたりにし）、古薙（ふるなぎ）
- 洞（ほら）、堀田（ほりた）

#### ま行
- 牧（まき）、牧戸（まきど）、桝田（ますだ）、松ノ木瀬（まつのきぜ）
- 三浦（みうれ）、三沢（みさわ）、溝畑（みぞばた）、南桑原（みなみくわばら）、宮下（みやした）、宮脇（みやわき）、宮下脇（みやしたわき）、宮洞（みやぼら）
- 向（むかい）、向畑（むかえばた）、村上（むらかみ）
- 森（もり）、森泉（もりいずみ）、森ノ外（もりのそで）、諸田（もろた）、室屋（もろや）

#### や行
- 山木戸（やまきど）、山下（やました）、柳平（やなぎだいら）
- 横井（よこい）、吉金（よしがね）、吉田（よしだ）、吉本（よしもと）、吉原（よしはら）、寄木（よりき）

### 過去に存在した小字
- 狐塚（きつねづか）

## 地理
岐阜県の東部、長野県との県境に位置し、木曽川水系白川沿いにある山間の村。
村の北東部に連なる標高1,500mを超える阿寺山地と、西部に広がる東美濃高原に挟まれた南北に長い間地が村の中心であり、白川（通称・加子母川）が流れている。加子母川の流路を規定し阿寺山地を隆起させた活断層である阿寺断層が村の中心を通っている。
村域の94%を山林が占め、東濃ひのきの主産地として有名である。村の東部は国有林である。
- 山：尾城山、高時山、高樽山、唐塩山、小秀山、三国山
- 河川：白川

### 隣接していた自治体
- 下呂市
- 恵那郡付知町
- 加茂郡東白川村、白川町
- 長野県木曽郡王滝村、大桑村

## 歴史
- 平安時代 小郷・小和知に家や田畑ができ始め、小郷に大杉地蔵がまつられる。
- 鎌倉時代初期 源頼朝の命により文覚上人帳（永雅上人との説もある）が飛騨側の御厩野[1]に天台宗の鳳慈尾山大威徳寺を建立し、その中の多聞坊が小郷の舞台峠下にあった。小郷・小和知は、大威徳寺の領域として飛騨国益田郡に属していた。
- 永正元年（1504年）7月 飛騨国の豪族三木重頼が木曽氏攻略の際に数百の兵とともに白巣峠（加子母と木曽郡王滝村の境）を越えた。
- 永禄12年（1569年）苗木城主の遠山直廉が三木顕綱攻略のため飛騨の竹原へ侵攻した際、三木氏が立て籠もっていた大威徳寺を焼く（大威徳寺の戦い）。
- 天正13年（1585年）天正地震が発生。大威徳寺が壊滅する。
- 天正17年（1589年）太閤検地により、加子母村は1,189石5升とされた。
- 江戸時代 は尾張藩領となる。
- 元和元年(1615年)の「美濃国之内郷帳」に加茂郡加志母村、元和二年(1616年)の「美濃国村高御領地改帳」にも加茂郡加志母村の記述がある。恵那郡沿革考の一「加子母村の往古」に加子母は元は加茂郡なりと、然れども確証を得ず。との記述がある。
- 享保11年（1726年）尾張藩が二渡と小郷に材木の搬出管理を目的として抜荷守番所を設置。
- 享和元年（1801年）安江三左衛門等の施工により加子母用水が竣成。
- 享和3年（1803年）梅田新兵衛の発起により神林用水が竣成。井上舊用水も梅田新兵衛の発起である。
- 良平薙の開拓は伊東良平の事業である。渡合山中を開拓した。
- 明治6年（1873年）に「五木伐採の禁」を解かれ、地元に山林が譲渡される[2]。
- 明治22年（1889年)に初代村長となった内木又六は、村有林となった山林の半分を村民に均等に分け、「植林して家産として立派な山林に育てよ」と指導し、一筆（一区画）を千坪として、「家の大事にはこれを売ってしのぎ、家運がもどったら買い戻せ」と教えたという。

### 沿革
- 1889年（明治22年） - 町村制施行によって恵那郡加子母村が発足。
- 2001年（平成13年）10月 - 環境省によって「加子母村の檜とササユリ」がかおり風景100選に選定される。
- 2005年（平成17年） - 加子母村が中津川市に編入される。同日加子母村廃止。

## 経済

### 産業
主な産業は、農業、畜産、林業、木工業など。農業は7月から10月にかけて収穫される夏秋トマト、飛騨牛の肥育では県内有数の産地でもある。また村内に豊富にある木材は昭和後期まで刷毛の柄の原料として使用され、加子母村の刷毛生産は全国供給量の7割にも達する時期があった。
村内で生産される質の良い檜は東濃ひのきとして建築材などで使用されている。この東濃ひのきを活用した建築業が盛んであり、村内の建築業者が県外へ出張し建築する産直住宅が有名である。また村内の国有林にある神宮備林は伊勢神宮の式年遷宮に使用される木材を供給してきたことで有名である。世界遺産でもある国宝姫路城で1956年（昭和31年）から8年間に渡って行われた解体修理の際にも、この国有林から切り出された心柱が使用された。

## 神社
- 森白山神社
- 牧水無神社
- 渡合水無神社
- 田屋春日神社
- 宮下水無神社
- 梅ノ木御嶽神社
- 井上劔神社
- 渡合若宮八幡神社
- 宮洞多賀神社
- 村上神明神社
- 禰宜屋下郷神社
- 吉金白山神社

## 寺院
- 法禅寺（曹洞宗）

## 教育

### 中学校
- 加子母村立加子母中学校

### 小学校
- 加子母村立加子母小学校

### 2005年以前に廃校となった学校
- 岐阜県立中津高等学校加子母分校（1974年廃校）
- 加子母村立加子母小学校北分校（1962年廃校）
- 加子母村立加子母小学校南分校（1962年廃校）

## 交通

### 鉄道
- 村内に鉄道路線なし

※国鉄下呂線（中津川〜下呂）が計画されたが、輸送量が見込めないため工事は凍結されその後計画廃止された。

### バス
- 濃飛バス
  - 恵北線
- 北恵那交通
  - 加子母線

### 道路
高速道路
- 村内に高速道路はなし。

一般国道
- 国道256号
- 国道257号

主要地方道
- 村内に主要地方道はなし。

一般県道
- 岐阜県道436号田口洞線

### 道の駅
- 加子母

## 名所・旧跡・観光スポット・祭事・催事
- 乙女渓谷
- 加子母のスギ（1924年（大正13年）国の天然記念物に指定）
- 大杉地蔵尊
  - 文覚の墓
  - なめくじ祭り
- 加子母観音
- かしも明治座（岐阜県指定重要有形民俗文化財）
- 渡合温泉（3月下旬から11月までの期間限定の宿）
- 水無神社秋季大祭
- 護山神社奥社

## 著名な出身者
- 内木玉枝 - 明治時代の教育者
- 内木和 - 明治時代の教育者。玉枝の弟